# آيوا
آيوا أو آيُوَة (بالإنجليزية: Iowa)‏ هي ولاية تقع في الغرب الأوسط للولايات المتحدة، يحدها نهر المسيسيبي من الشرق ونهر ميسوري ونهر بيج سيوكس في الغرب. وتحيط بها ولايات ويسكونسن وإيلينوي من الشرق، ميسوري إلى الجنوب، نبراسكا وداكوتا الجنوبية إلى الغرب، ومينيسوتا إلى الشمال.
كانت آيوا خلال الحقبة الاستعمارية للولايات المتحدة، جزءاً من لويزيانا الفرنسية ولويزيانا الإسبانية؛ تم تصميم علم الولاية على شاكلة العلم الفرنسي. اشترت الولايات المتحدة الأرض في صفقة لويزيانا، وتم تأسيس اقتصاد قائم على الزراعة في قلب حزام الذرة.
في النصف الأخير من القرن العشرين، انتقل الاقتصاد الزراعي في آيوا إلى اقتصاد متنوع يعتمد على الصناعات المتقدمة، والمعالجة، والخدمات المالية، وتكنولوجيا المعلومات، والتكنولوجيا الحيوية، وإنتاج الطاقة الخضراء. ترتيب ولاية آيوا هو 26 السادس والعشرين من حيث المساحة والثلاثين من حيث السكان بين الولايات الأمريكية الخمسين. عاصمتها هي مدينة دي موين وهي أكبر مدنها. وقد أدرجت ولاية آيوا باعتبارها إحدى أكثر الولايات أمانا للعيش. لقبها هو ولاية عين الصقر.

## السياسة

### السياسة الوطنية
من عام 1985 حتى عام 2015 آيوا كان عندها عضو لمجلس الشيوخ الأمريكي من الحزب الجمهوري، تشارلز «تشاك» غراسلي، وعضو من الحزب الديموقراطي، توم هاركين. أما في عام 2015 فانتخبت جودي إرنست فالآن العضوين من آيوا في الحزب الجمهوري.
في في مجلس النواب الأمريكي نائب ديموقراطي و 3 نواب جمهوريين.

### المجالس الانتخابية لمرشحي الرئاسة الأمريكية
تحظى ولاية آيوا باهتمام ملحوظ كل أربعة سنوات بسبب عقد مجالس آيوا الانتخابية (بالإنجليزية: The Iowa Caucuses)‏ والتي يجتمع فيها الناخبين لاختيار مندوبين ليمثلوهم في مؤتمر الولاية، وهو أولى المجالس الانتخابية الرئاسية في البلاد. يجتمع الناس في المجالس الانتخابية التي يجري عقدها في شهري يناير وفبراير كل سنة انتخابية (كل أربع سنوات) ويختارون مرشحينهم.
تمثل المجالس الانتخابية في آيوا بالترافق مع الانتخابات الحزبية التمهيدية في ولاية نيوهامبشر التي تقام بعد أسبوع من انتهاء المجالس في آيوا نقطة البدء في سباق الانتخابات التمهيدية الرئاسية لأكبر حزبين أمريكيين ألا وهما الحزب الديمقراطي والحزب الجمهوري ليختار كل حزب منهما مرشحاً يمثل حزبه في الانتخابات الرئاسية. يعطي الإعلام الأمريكي والعالمي زخماً كبيراً لولايتي آيوا ونيوهامبشر وهو ما يعطي المقترعين في الولاية فعالية انتخابية.

## جغرافيا
تجاور ولاية آيوا الأمريكية من الشمال ولاية مينيسوتا، ومن الغرب نبراسكا وداكوتا الجنوبية، ومن الجنوب ميزوري، ومن الشرق ويسكنسن وإلينوي.
يمثل نهر مسيسيبي الحدود الشرقية للولاية. بينما تتمثل الحدود الغربية بنهر ميزوري جنوب سو سيتي وكذلك نهر سو الكبير شمال المدينة. هناك عدة بحيرات طبيعية في الولاية، أشهرها سبيريت ليك، وبحيرة أوكوبوجي الغربية والشرقية في شمال غرب آيوا. وهناك بحيرات مصطنعة مثل بحيرة أوديسا، وبحيرة سيلورفل، وليك ريد روك، وبحيرة راذبن.
النقطة الأكثر انخفاضاً في آيوا هي كيوكك في جنوب شرق الولاية (146 متر)، وأعلى ارتفاع في الولاية هو 509 متر وهو نقطة هوكاي شمال مدينة سيبلي، شمال غرب الولاية.

## الزراعة
تعتبر ولاية آيوا من أكبر الولايات الأمريكية إنتاجا وتصديرا للذرة وهي إحدى ولايات حزام الذرة بالوسط الغربي للولايات المتحدة الأمريكية، وقد بلغ الإنتاج الكلٌي للولاية من الذرة لعام 2013 حسب إحصائية وزارة الزراعة الأمريكية 54,902,100 طن متري.

## التركيبة السكانية
بحلول عام 2005 تم تقدير عدد سكان ولاية آيوا الأمريكية بحوالي 2966334 نسمة، أي بزيادة 0.5%. التركيب العرقي لسكان الولاية هو:
- 92.6 % بيض غير هسبان
- 2.8 % هسبان
- 2.1 % أمريكيون سود
- 1.3 % آسيويون
- 0.3 % أمريكيون أصليون
- 1.1 % أعراق مختلطة

أكبر خمسة مجموعات عرقية في ولاية آيوا هم: الألمان (35.7%)، والأيرلنديون (13.5%)، والإنجليز (9.5%)، والأمريكان (6.6%)، والنروجيون (5.7%).
| تطور النمو الديموغرافي آيوا بين 1890 و 2000 |         |         |         |         |         |         |         |         |         |         |         |
| 1890                                        | 1900    | 1910    | 1920    | 1930    | 1940    | 1950    | 1960    | 1970    | 1980    | 1990    | 2000    |
| 1912297                                     | 2231853 | 2224771 | 2404021 | 2470939 | 2538268 | 2621073 | 2757537 | 2824376 | 2913808 | 2776755 | 2926324 |

مشاهير من ولايه آيوا
المصارع سيث رولنز

## وصلات خارجية
- الموقع الرسمي (بالإنجليزية)